# 센다이만

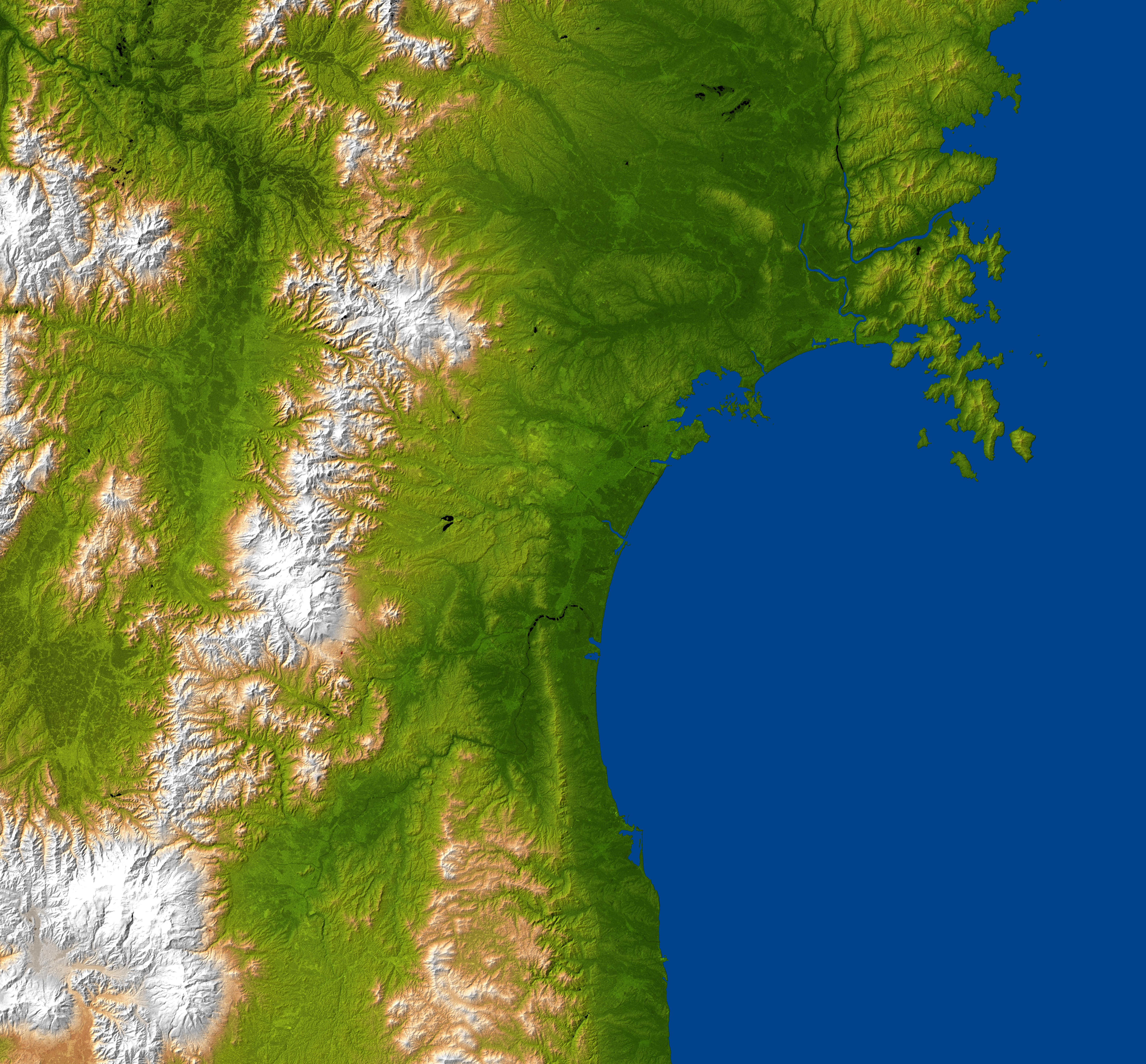
센다이만의 위성지도.

센다이만(일본어: 仙台湾 せんだいわん[*])은 일본 도호쿠 지방에서 태평양과 접해 있는 미야기현 이시노마키시 오시카반도에서 후쿠시마현 소마시 우노오곶 사이의 만이다. 해안선은 약 130 km이고 만곡부는 약 68 km이다. 센다이만 내에 이시노마키만과 마쓰시마만이 있다.
센다이만 중 오시카반도와 마쓰시마만 지역은 리아스식 해안이고, 나머지 70 km 지역은 사구 해안이다. 센다이만으로 기타카미강, 나르세강, 나나기타강, 나토리강, 아부쿠마강 등이 흘러들어가 퇴적되는 모래 양이 파도로 침식되는 양을 훨씬 뛰어넘어 오랜 세월이 걸쳐 해안선이 전진하고 충적 평야가 만들어졌다. 5000년 전과 비교하면 해안선이 이시노마키시에서 5.5 km가, 센다이시에서 3 km가, 와타리정에서 6 km 정도가 전진한 것으로 추정된다. 하지만 1965년 이후부턴 하천 상류의 댐 및 항만 건설의 영향으로 해안선이 후퇴하기 시작했다. 해안선의 흐름은 이시노마키시에선 동쪽에서 서쪽으로, 센다이시 부근에선 남쪽에서 북쪽으로 흐르고 있다.
이시노마키만은 오시카반도 지형의 영향으로 외해의 파도를 막기 때문에 해수면이 잔잔하다. 마쓰시마만은 다도해의 안쪽에 있는 만으로 섬이 파도를 막아서 파도가 거의 없다.
센다이만 인근 해역은 미야기현 해역 지진의 진원지이기도 하다. 동쪽엔 태평양판이 북아메리카판 아래로 섭입하면서 만들어진 일본 해구가 있다. 기타카미산과 아부쿠마 고지는 판에 밀려 생긴 습곡 산지가 침식되어 만들어진 것이지만 두 산 사이에 있는 센다이만의 습곡은 해저에 있다. 마지막 빙기 당시 센다이만은 모두 육지로 드러났을 정도로 얉았고, 현재에도 수심 50 m 이하의 얉은 대륙붕이 펼쳐져 있는 지형이다.

## 어업
주요 어업 자원으로는 가자미, 붕장어, 피조개, 개조개, 성게류, 굴이 있다. 내해의 마쓰시마만에선 굴 양식업을, 해안선으로부터 2 km 떨어진 센다이 남부 외해에선 김 양식업을 한다. 도호쿠 지방 태평양 해역 지진(동일본대지진)의 영향으로 센다이만 남부에 진흙이 광범위하게 퇴적하여 꽃게 개체수가 급증해 2015년엔 일본 내 꽃게 어획량 1위를 차지하기도 했다.
고래 개체수도 풍부하여 여름철엔 범고래 및 혹등고래 여러 개체가 출몰한다. 또한 센다이만 내 여러 항만에선 밍크고래 연구 포경이 이뤄지고 있다.

## 쓰나미 피해
센다이만 및 이에 접한 연안 지역은 수백년을 주기로 일본 해구를 진원으로 하는 산리쿠 해역 지진, 미야기현 해역 지진 등으로 일어나는 쓰나미를 지속적으로 내습당하는 지역이다. 2011년 3월 11일 일어난 도호쿠 지방 태평양 해역 지진의 경우 8~9 m의 쓰나미가 들이닥쳐 해안선에서 3~4 km 안쪽까지 해일이 들어와 다수의 사망자가 발생하기도 하였다.

## 주요 항구
- 이시노마키항
- 센다이시오가마항 (일본 특정주요항만)
  - 센다이항
  - 시오가마항
- 소마항

## 센다이만의 지자체
- 일본 미야기현
  - 이시노마키시, 히가시마쓰시마시, 마쓰시마정, 리후정, 시오가마시, 시치가하마정, 센다이시, 나토리시, 이와누마시, 와타리정, 야마모토정
- 일본 후쿠시마현
  - 신치정, 소마시

## 같이 보기
- 센다이평야